# 岩田翔吉
岩田 翔吉（いわた しょうきち、1996年2月2日 - ）は、日本のプロボクサー。東京都渋谷区出身。帝拳ボクシングジム所属。元WBO世界ライトフライ級王者。トレーナーは元世界2階級制覇王者の粟生隆寛。

## 人物
立教小学校、立教中学校卒業。9歳の時に山本“KID”徳郁のジムKILLER BEEに入門。中学2年生でボクシングに専念して、U-15ボクシング全国大会で優勝した。
日出高校に編入学。高校卒業後、スポーツ推薦で早稲田大学スポーツ科学部に入る。なお日出高校時代、のちの世界王者井上拓真、田中恒成に勝利したことがあり、高校3年生の時に高校総体で優勝。

## 来歴
2018年12月8日にアメリカカリフォルニア州カーソンのスタブハブ・センターにてジョエル・バミューデスとライトフライ級4回戦を戦い、4回2分44秒TKO勝ちを収めデビュー戦を白星で飾った。翌2019年2月、日本のプロテストに合格。
2019年5月4日、後楽園ホールで日本デビュー戦として2018年全日本ライトフライ級新人王で日本同級14位の亀山大輝と対戦し、6回3-0（59-54×2、58-56）で判定勝ちを収めた。
2019年7月12日、大阪府立体育会館第1競技場でパオロ・シーと対戦し、5回1分25秒TKO勝ちを収めた。
2019年11月7日、さいたまスーパーアリーナでアレハンドロ・クルス・バジャダレスと対戦し、5回2分10秒TKO勝ちを収めた。
2020年10月2日、後楽園ホールで成塚亮と対戦し、7回38秒TKO勝ちを収めた。
2021年6月5日、後楽園ホールで日本ライトフライ級3位の大内淳雅と対戦し、8回3-0（78-73×2、79-72）で判定勝ちを収めた。
2021年9月11日、後楽園ホールで日本ライトフライ級王座決定戦として芝力人と対戦する予定であったが、岩田が10日の計量後の新型コロナウイルスのPCR検査で陽性判定を受けたため当日の試合直前で中止となった。
2021年11月6日、後楽園ホールで延期となっていた日本ライトフライ級王座決定戦を行い、9回37秒TKO勝ちを収め、王座を獲得した。
2022年3月5日、後楽園ホールで行われた日本ライトフライ級タイトルマッチで指名挑戦者で同級3位の大内淳雅と再戦し、1回1分12秒TKO勝ちを収め、初防衛に成功した。
2022年7月2日、後楽園ホールでOPBF東洋太平洋ライトフライ級王者堀川謙一と自身の持つ日本王座のタイトルマッチ及びWBOアジア太平洋ライトフライ級王座決定戦を行い、12回3-0(118-110、117-111、116-112)の判定勝ちを収めWBOアジア太平洋及びOPBF王座の獲得、日本王座の2度目の防衛に成功した。後にOPBF王座は返上された。
2022年10月19日、日本ライトフライ級王座を返上した。
2022年11月1日、さいたまスーパーアリーナで行われた寺地拳四朗 対 京口紘人戦のセミメインで早稲田大学出身プロボクサーとしては高山将孝、三谷大和、佐々木基樹に次いで4人目の世界王座挑戦としてWBO世界ライトフライ王者のジョナサン・ゴンサレスに挑戦するも、12回0-3（111-117、112-116×2）の判定負けを喫しプロ初黒星と同時に王座獲得に失敗した。
2023年4月1日、後楽園ホールでジェローム・バロロと対戦し、3回1分7秒KO勝ちを収め、再起戦を勝利で飾った。
2023年8月5日、後楽園ホールでフィリピンライトフライ級12位で無敗の戦績を誇るジェイソン・ブリーリョと対戦し、6回1分28秒TKO勝ちした。
2024年1月20日、後楽園ホールで元IBF世界ミニマム級王者のレネ・マーク・クアルトと対戦し、6回2分21秒TKO勝ちを収めた。
2024年7月6日、後楽園ホールで2度目の世界挑戦の前哨戦としてフィリピンライトフライ級1位およびOPBF東洋太平洋同級6位で無敗かつダウン経験なしのジャージール・トリニダードと対戦し、3回と6回で2度ダウンさせ6回1分10秒TKO勝ちを収めた。
2024年10月13日、有明アリーナでWBO世界ライトフライ級2位のハイロ・ノリエガと前王者ジョナサン・ゴンサレスが返上したWBO世界同級王座決定戦を行い、3回終盤にカウンターの右アッパーとラウンド終了ゴングと同時に左フックで2度ノリエガからダウンを奪い、レフェリーストップで3回3分TKO勝ちを収め一度は逃したWBO王座の獲得に成功、早稲田大学出身プロボクサー史上初の世界王者となった。
2025年3月13日、両国国技館で寺地拳四朗対ユーリ阿久井政悟の前座として元WBO世界ライトフライ級暫定王者およびWBO世界同級2位の指名挑戦者レネ・サンティアゴと対戦するも、12回0-3（112-116、111-117、110-118）の判定負けを喫し初防衛に失敗、王座から陥落した。

## 戦績
- アマチュアボクシング：71戦 59勝 (16KO・RSC) 12敗
- プロボクシング：16戦 14勝 (11KO) 2敗

| 戦           | 日付           | 勝敗 | 時間    | 内容    | 対戦相手                           | 国籍           | 備考 |
| ------------ | -------------- | ---- | ------- | ------- | ---------------------------------- | -------------- | --- |
| 1            | 2018年12月8日  | ☆    | 4R 2:44 | TKO     | ジョエル・バミューデス             | アメリカ合衆国 | プロデビュー戦 |
| 2            | 2019年5月4日   | ☆    | 6R      | 判定3-0 | 亀山大輝（ワタナベ）               | 日本           | |
| 3            | 2019年7月12日  | ☆    | 5R 1:25 | TKO     | パオロ・シー                       | フィリピン     | |
| 4            | 2019年11月7日  | ☆    | 5R 2:10 | TKO     | アレハンドロ・クルス・バジャダレス | メキシコ       | |
| 5            | 2020年10月2日  | ☆    | 7R 0:38 | TKO     | 成塚亮（ワタナベ）                 | 日本           | |
| 6            | 2021年6月5日   | ☆    | 8R      | 判定3-0 | 大内淳雅（姫路木下）               | 日本           | |
| 7            | 2021年11月6日  | ☆    | 9R 0:37 | TKO     | 芝力人（真正）                     | 日本           | 日本ライトフライ級王座決定戦                                                                                       |
| 8            | 2022年3月5日   | ☆    | 1R 1:12 | TKO     | 大内淳雅（姫路木下）               | 日本           | 日本王座防衛1 |
| 9            | 2022年7月2日   | ☆    | 12R     | 判定3-0 | 堀川謙一（三迫）                   | 日本           | 日本・OPBFライトフライ級王座統一戦 WBOアジア太平洋ライトフライ級王座決定戦 日本王座防衛2 WBOアジア太平洋・OPBF獲得 |
| 10           | 2022年11月1日  | ★    | 12R     | 判定0-3 | ジョナサン・ゴンサレス             | プエルトリコ   | WBO世界ライトフライ級タイトルマッチ                                                                                |
| 11           | 2023年4月1日   | ☆    | 3R 1:07 | KO      | ジェローム・バロロ                 | フィリピン     | |
| 12           | 2023年8月5日   | ☆    | 6R 1:28 | TKO     | ジェイソン・ブリーリョ             | フィリピン     | |
| 13           | 2024年1月20日  | ☆    | 6R 2:21 | TKO     | レネ・マーク・クアルト             | フィリピン     | |
| 14           | 2024年7月6日   | ☆    | 6R 1:10 | TKO     | ジャージール・トリニダード         | フィリピン     | |
| 15           | 2024年10月13日 | ☆    | 3R 3:00 | TKO     | ハイロ・ノリエガ                   | スペイン       | WBO世界ライトフライ級王座決定戦                                                                                    |
| 16           | 2025年3月13日  | ★    | 12R     | 判定0-3 | レネ・サンティアゴ                 | プエルトリコ   | WBO陥落 |
| テンプレート |                |      |         |         |                                    |                | |

## 獲得タイトル
アマチュア
- 平成25年度全国高等学校総合体育大会ライトフライ級優勝

プロ
- 日本ライトフライ級王座（防衛2=返上）
- WBOアジア太平洋ライトフライ級王座（防衛0）
- OPBF東洋太平洋ライトフライ級王座（防衛0=返上）
- WBO世界ライトフライ級王座（防衛0）

## CM出演
- P&G「アリエール」（2012年）[29]